# Jenny Jones
Jenny Jones (n. 3 iulie 1980, Bristol, Anglia, Regatul Unit) este o sportivă ce a reprezentat Regatul Unit al Marii Britanii și al Irlandei de Nord, medaliată olimpică. A participat la o ediție a Jocurilor Olimpice (2014) în care a câștigat o medalie de bronz.

## Participări
Lista de mai jos prezintă principalele competiții la care a participat Jenny Jones de-a lungul carierei.
- snowboarding at the 2014 Winter Olympics – women's slopestyle[*]